# Фрустрациона толеранција
Фрустрациона толеранција је капацитет личности да издржи одлагање или онемогућење испуњавања неког циља. Ниска фрустрациона толеранција често резултује агресивним понашањем.